# Parafia Świętych Piotra i Pawła w St. Paul
Parafia Świętych Piotra i Pawła – parafia prawosławna w St. Paul, w dekanacie Unalaska diecezji Alaski Kościoła Prawosławnego w Ameryce.
Parafia posiada wolno stojącą cerkiew, wzniesioną przez rosyjskich misjonarzy. Językiem liturgicznym parafii jest angielski, okazjonalnie w użyciu są również języki cerkiewnosłowiański oraz aleucki. W użyciu jest kalendarz juliański. Członkami wspólnoty są etniczni Aleuci.
Od 2006 przy parafii działa ośrodek zdrowia, który w wymienionym roku poświęcił biskup Alaski Mikołaj (Soraich).